# Літні юнацькі Олімпійські ігри
Літні юнацькі Олімпійські ігри — грандіозні міжнародні мультиспортивні змагання для молодих людей у віці від 14 до 18 років, рішення про започаткування яких було прийняте Міжнародним олімпійським комітетом (МОК) на 119-й сесії, що відбулася у місті Гватемала, Гватемала з 4 липня по 7 липня 2007 року.
| Рік  | Ігри                               | Місто        | Країна                       |
| 2010 | I Літні юнацькі олімпійські ігри   | Сінгапур     | Сінгапур                     |
| 2014 | II Літні юнацькі олімпійські ігри  | Нанкін       | Китайська Народна Республіка |
| 2018 | III Літні юнацькі олімпійські ігри | Буенос-Айрес | Аргентина                    |
| 2026 | IV Літні юнацькі олімпійські ігри  | Дакар        | Сенегал                      |